# Händelsevis
Händelsevis: Trenne teckningar är den svenska författaren Anne Charlotte Lefflers debutverk, utgivet under pseudonymen Carlot 1869 på Hæggströms förlag. Boken är en novellsamling och består av sammanlagt tre noveller.
Det var Lefflers far Olof Leffler som lät förlägga Händelsevis och totalt kom 500 exemplar att tryckas. Vid tidpunkten för detta höll Anne Charlotte Leffler på med romanen Forssätra prestgård, men när novellsamlingen kom på tal lades romanen åt sidan.
Händelsevis utgavs under pseudonymen Carlot. Pseudonymen var förknippad med stort hemlighetsmakeri och få personer kände till vem som egentligen dolde sig bakom den. Brodern Frits Leffler visste, men inte den andre brodern Gösta Mittag-Leffler. När Frits Leffler per post mottog en kopia av boken hade han stora svårigheter att dölja sin vetskap för Gösta Leffler. Gösta Leffler fattade dessutom misstankar om att huvudpersonen i novellen Jag baserades på hans verklige vän Adrian Göthe.

## Innehåll
Händelsevis innehåller totalt tre noveller: Ett anonymt bref, Lilla Mea och Jag.
Ett anonymt bref
Denna novell handlar om två unga kvinnors "lättsinniga lek med den enas friare".
Lilla Mea
Denna novell är "ett porträtt av en dyster kärlekstörstande flicka". Novellen är inspirerad av Lefflers arbete i söndagsskolan.
Jag
Denna novell kretsar kring protagonisten Halfdan Nordenson, en intelligent och flitig man, men som är innesluten i sig själv och totalt empatislös inför andra människors känslor. Berättelsen utvecklas till en psykologisk thriller, som delas in i fyra åldrar där olika människor faller offer för hans empatilöshet. Den siste att falla offer blir han själv.

## Mottagande
I Aftonbladet skrev Anders Flodman att den "temligen konseqventa teckning, hvilken der lemnas, af en personlighet, som är sig sjelf nog... icke saknar iakttagelseförmåga och en viss talang i framställningen". Lite senare i sin recension skrev han att det i framtiden kan komma på tal att författaren "så småningom åstadkomma något av verkligt värde i den novellistiska genren". Leffler var mycket stolt över Flodmans positiva kommentar eftersom han under skoltiden varit hennes svensklärare.

## Utgåvor
- Händelsevis: trenne teckningar. Stockholm: Hæggströms förlagsexp. 1869. Libris 1581525
- Händelsevis: trenne teckningar [Elektronisk resurs]. Telegram Förlag. 2013. Libris 14286595. ISBN 9789174231304

### Fotnoter
1. ↑  ”Händelsevis”. Libris.kb.se. http://libris.kb.se/bib/1581525?vw=full. Läst 23 oktober 2012.
2. 1 2  Lauritzen 2012, s. 64-65
3. 1 2 3 4 5  Lauritzen 2012, s. 64
4. ↑  Lauritzen 2012, s. 65
5. ↑  Key 1893, s. 19